# شهاب الدين البوصيري
شهاب الدين البوصيري هو أبو العباس أحمد بن أبي بكر بن إسماعيل بن سليم بن قايماز بن عثمان البوصيري الكناني الشافعي.

## مولده ونشأته
ولد في شهر الله المحرم سنة 762 هـ بأبوصير من الغربية قرب سمنود، سكن القاهرة ولازم الإمام عبد الرحيم العراقي على كبر، فسمع منه الكثير ثم لازم ابن حجر العسقلاني، وقد التقى بابن حاتم والتنوخي والبلقيني والهيثمي وأخذ منهم.

## مصنفاته
1. فوائد المنتقي لزوائد البيهقي.
2. مصباح الزجاجة في زوائد ابن ماجه.
3. تحفة الحبيب للحبيب بالزوائد في الترغيب والترهيب.
4. إتحاف الخيرة المهرة بزوائد المسانيد العشرة.
5. مختصر إتحاف السادة المهرة بزوائد المسانيد العشرة.
6. جزء في أحاديث الحجامة.
7. رفع الشك باليقين في تبيين حال المختلطين.
8. زوائد نوادر الأصول.

## ثناء العلماء عليه
قال الحافظ ابن حجر العسقلاني:
| شهاب الدين البوصيري | واشتغل قليلا وسكن القاهرة ولازم شيخنا العراقي على كبر، فسمع منه الكثير ثم لازمني في حياة شيخنا فكتب عني لسان الميزان والنكت على الكاشف وسمع الكثير من التصانيف وغيرها، ثم أكب على نسخ الكتب الحديثية... واشتغل بالنحو قليلا على بدر الدين القدسي، ولم يكن يشارك في شيء منه ولا من الفقه ، وكان كثير السكون والعبادة والتلاوة مع حدة الخلق.. ولم يزل مكبا على الاشتغال والنسخ إلى أن مات | شهاب الدين البوصيري |

وقال الحافظ السخاوي:
| شهاب الدين البوصيري | أخذ الفقه عن النور الآدمي وحصلت له بركاته.. وسمع دروس العز بن جماعة في المنقول والمعقول ولازم الشيخ يوسف إسماعيل الأنباني في الفقه، وسمع الكثير من جماعة منهم: التّقي ابن حاتم والتنوخي والبلقيني والعراقي والهيثمي، وكثرت عنايته بهذا الشأن ولازم فيه ابن العراقي على كبر كثيراً وولده الولي، وكذا لازم شيخنا قديماً في حياة شيخهما المذكور.. وخطه حسن مع تحريف كثير في المتون والأسماء.. وحدث باليسير، سمع منه الفضلاء كابن فهد | شهاب الدين البوصيري |

## وفاته
توفي شهاب الدين البوصيري في ليلة الثامن عشر من محرم سنة 839 هـ وله ثمان وسبعون سنة.